# Carles
Carles ist eine philippinische Stadtgemeinde in der Provinz Iloilo. Sie hat 68.160 Einwohner (Zensus 1. August 2015). Die Gemeinde grenzt an die Bancal-Bucht, die ein fischreiches Gewässer ist. Ihr vorgelagert sind die Inseln Gigantes, Binuluangan, Calagnaan und Sicogon, die zum Verwaltungsgebiet der Gemeinde gehören. Die Gemeinde grenzt im Norden an den Jintotolo-Kanal und im Osten an die Visayas-See.

## Baranggays
Carles ist politisch in 33 Baranggays unterteilt.

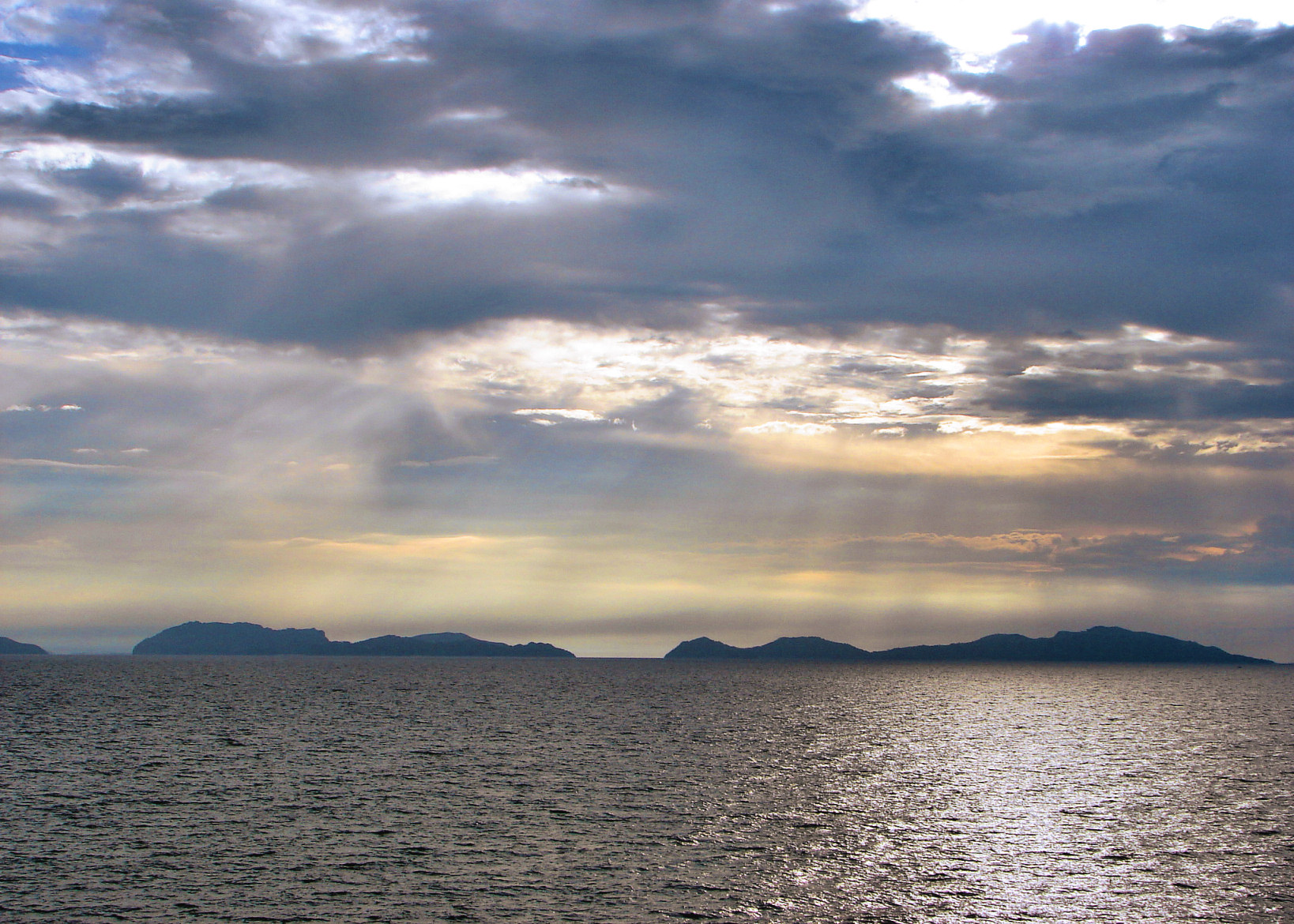
Nord und Süd Gigante Inseln im Visayan-See

| - Abong - Alipata - Asluman - Bancal - Barangcalan - Barosbos - Punta Batuanan - Binuluangan - Bito-on - Bolo - Buaya | - Buenavista - Isla De Cana - Cabilao Grande - Cabilao Pequeño - Cabuguana - Cawayan - Dayhagan - Gabi - Granada - Guinticgan - Lantangan | - Manlot - Nalumsan - Pantalan - Poblacion - Punta (Bolocawe) - San Fernando - Tabugon - Talingting - Tarong - Tinigban - Tupaz |